# Macarena Portales Nieto
Macarena Portales Nieto (Madrid, 2 d’agost de 1998) és una futbolista espanyola, que juga de davantera al Futbol Club Llevant Badalona.
Ha jugat al Fundación Albacete, Zaragoza CFF, Sevilla FC i Inter de Milà. L'estiu del 2022 va fitxar pel València CF. Ha sigut internacional a les categories inferiors de la selecció espanyola.